# 賴特貝格山 (施泰爾馬克州)
46°58′04″N 15°43′03″E / 46.9678059°N 15.7176315°E
賴特貝格山（德語：Reithberg），是奧地利的山峰，位於該國東南部，由施泰爾馬克州負責管轄，處於施泰爾馬克地區基希巴赫和拉布河畔基希貝格之間，海拔高度460米。